# Skilanglauf-Weltcup 2001/02
Der Skilanglauf-Weltcup 2001/02 war eine von der FIS organisierte Wettkampfserie, die am 24. November 2001 in Kuopio begann und am 23. März 2002 in Lillehammer endete.

## Männer

### Podestplätze Männer
| Datum                                                                    | Austragungsort         | Disziplin                   | Sieger                                                                    | Zweiter                                                                     | Dritter                                                                       | Blaues Trikot  |
| ------------------------------------------------------------------------ | ---------------------- | --------------------------- | ------------------------------------------------------------------------- | --------------------------------------------------------------------------- | ----------------------------------------------------------------------------- | -------------- |
| 24.11.2001                                                               | Kuopio                 | 15 km klassisch             | Anders Aukland                                                            | Erling Jevne                                                                | Frode Estil                                                                   | Anders Aukland |
| 25.11.2001                                                               | Kuopio                 | 10 km Freistil              | Per Elofsson                                                              | Ole Einar Bjørndalen                                                        | Thomas Alsgaard                                                               | Anders Aukland |
| 27.11.2001                                                               | Kuopio                 | 4 × 10 km Staffel           | NorwegenOdd-Bjørn Hjelmeset Erling Jevne Håvard Bjerkeli Tor Arne Hetland | SchwedenUrban Lindgren Mathias Fredriksson Per Elofsson Jörgen Brink        | Russland IVassili Rotschev Mikhail Iwanov Nikolaj Bolchakov Wladimir Wilissow | Anders Aukland |
| 08.12.2001                                                               | Cogne                  | 10 km klassisch             | Anders Aukland                                                            | Per Elofsson                                                                | Frode Estil                                                                   | Anders Aukland |
| 09.12.2001                                                               | Cogne                  | Sprint Freistil             | Cristian Zorzi                                                            | Tor Arne Hetland                                                            | Markus Hasler                                                                 | Anders Aukland |
| 12.12.2001                                                               | Brusson                | 15 km Freistil              | Johann Mühlegg                                                            | Christian Hoffmann                                                          | Per Elofsson                                                                  | Per Elofsson   |
| 15.12.2001                                                               | Davos                  | 15 km klassisch             | Erling Jevne                                                              | Per Elofsson                                                                | Ivan Batory                                                                   | Per Elofsson   |
| 16.12.2001                                                               | Davos                  | 4 × 10 km Staffel           | Schweden IUrban Lindgren Mathias Fredriksson Niklas Jonsson Per Elofsson  | RusslandWitali Denissow Mikhail Iwanov Wladimir Wilissow Nikolaj Bolchakov  | Norwegen IFrode Estil Erling Jevne Thomas Alsgaard Tor Arne Hetland           | Per Elofsson   |
| 19.12.2001                                                               | Asiago                 | Sprint klassisch            | Jens Arne Svartedal                                                       | Trond Iversen                                                               | Andreas Schlütter                                                             | Per Elofsson   |
| 22.12.2001                                                               | Ramsau                 | 30 km Freistil Massenstart  | Per Elofsson                                                              | Ole Einar Bjørndalen                                                        | Christian Hoffmann                                                            | Per Elofsson   |
| 27.12.2001                                                               | Garmisch-Partenkirchen | Sprint Freistil             | Cristian Zorzi                                                            | Tor Arne Hetland                                                            | Peter Larsson                                                                 | Per Elofsson   |
| 29.12.2001                                                               | Salzburg               | Sprint klassisch            | Håvard Bjerkeli                                                           | Trond Einar Elden                                                           | Tor Arne Hetland                                                              | Per Elofsson   |
| 05.01.2002                                                               | Val di Fiemme          | 20 km Skiathlon             | Per Elofsson                                                              | Thomas Alsgaard                                                             | Anders Aukland                                                                | Per Elofsson   |
| 06.01.2002                                                               | Val di Fiemme          | Sprint Freistil             | Trond Iversen                                                             | Keijo Kurttila                                                              | Thobias Fredriksson                                                           | Per Elofsson   |
| 08.01.2002                                                               | Val di Fiemme          | 30 km klassisch Massenstart | Anders Aukland                                                            | Witali Denissow                                                             | Mathias Fredriksson                                                           | Per Elofsson   |
| 12.01.2002                                                               | Nové Město             | 10 km Freistil              | Fabio Maj                                                                 | Jaak Mae                                                                    | Kristen Skjeldal                                                              | Per Elofsson   |
| 13.01.2002                                                               | Nové Město             | Teamsprint Freistil         | Italien IIFabio Maj Freddy Schwienbacher                                  | Italien I Giorgio Di Centa Cristian Zorzi                                   | Finnland III Teemu Kattilakoski Sami Repo                                     | Per Elofsson   |
| 8. bis 24. Februar 2002 – Olympische Winterspiele 2002 in Salt Lake City |                        |                             |                                                                           |                                                                             |                                                                               | Per Elofsson   |
| 02.03.2002                                                               | Lahti                  | 15 km Freistil              | Per Elofsson                                                              | Thomas Alsgaard                                                             | Tore Ruud Hofstad                                                             | Per Elofsson   |
| 03.03.2002                                                               | Lahti                  | Teamsprint Freistil         | Italien IGiorgio Di Centa Cristian Zorzi                                  | Deutschland René Sommerfeldt Tobias Angerer                                 | Tschechien Lukáš Bauer Martin Koukal                                          | Per Elofsson   |
| 05.03.2002                                                               | Stockholm              | Sprint klassisch            | Jens Arne Svartedal                                                       | Trond Iversen                                                               | Björn Lind                                                                    | Per Elofsson   |
| 09.03.2002                                                               | Falun                  | 20 km Skiathlon             | Thomas Alsgaard                                                           | Kristen Skjeldal                                                            | Per Elofsson                                                                  | Per Elofsson   |
| 10.03.2002                                                               | Falun                  | 4 × 10 km Staffel           | Norwegen IFrode Estil Anders Aukland Kristen Skjeldal Thomas Alsgaard     | Schweden IMathias Fredriksson Per Elofsson Anders Södergren Fredrik Östberg | Norwegen IIJens Arne Svartedal Erling Jevne Tore Ruud Hofstad Tore Bjonviken  | Per Elofsson   |
| 13.03.2002                                                               | Oslo                   | Sprint klassisch            | Jens Arne Svartedal                                                       | Jörgen Brink                                                                | Keijo Kurttila                                                                | Per Elofsson   |
| 16.03.2002                                                               | Oslo                   | 50 km Freistil              | Thomas Alsgaard                                                           | Kristen Skjeldal                                                            | Pietro Piller Cottrer                                                         | Per Elofsson   |
| 23.03.2002                                                               | Lillehammer            | 58 km klassisch Massenstart | Thomas Alsgaard                                                           | Anders Aukland                                                              | Frode Estil                                                                   | Per Elofsson   |

### Verlauf Sprintweltcup

#### Sprint
| Datum                                          | Ort                    | Disziplin        | Rennsieger          | Blaues Trikot  |
| ---------------------------------------------- | ---------------------- | ---------------- | ------------------- | -------------- |
| 09.12.2001                                     | Cogne                  | Sprint Freistil  | Cristian Zorzi      | Cristian Zorzi |
| 19.12.2001                                     | Asiago                 | Sprint klassisch | Jens Arne Svartedal | Cristian Zorzi |
| 27.12.2001                                     | Garmisch-Partenkirchen | Sprint Freistil  | Cristian Zorzi      | Cristian Zorzi |
| 29.12.2001                                     | Salzburg               | Sprint klassisch | Håvard Bjerkeli     | Cristian Zorzi |
| 06.01.2002                                     | Val di Fiemme          | Sprint Freistil  | Trond Iversen       | Cristian Zorzi |
| Olympische Winterspiele 2002 in Salt Lake City |                        |                  |                     | Cristian Zorzi |
| 05.03.2002                                     | Stockholm              | Sprint klassisch | Jens Arne Svartedal | Trond Iversen  |
| 13.03.2002                                     | Oslo                   | Sprint klassisch | Jens Arne Svartedal | Trond Iversen  |

### Weltcupstände Männer
| Rang | Name                  | Punkte |
| ---- | --------------------- | ------ |
| 1    | Per Elofsson          | 780    |
| 2    | Thomas Alsgaard       | 777    |
| 3    | Anders Aukland        | 545    |
| 4    | Kristen Skjeldal      | 518    |
| 5    | Frode Estil           | 404    |
| 6    | Jaak Mae              | 401    |
| 7    | Cristian Zorzi        | 327    |
| 8    | Johann Mühlegg        | 322    |
| 9    | Jens Arne Svartedal   | 315    |
| 10   | Erling Jevne          | 307    |
| 11   | Lukáš Bauer           | 303    |
| 12   | Trond Iversen         | 260    |
| 13   | Tor Arne Hetland      | 258    |
| 14   | Tobias Angerer        | 231    |
| 15   | Pietro Piller Cottrer | 226    |
| 16   | Jörgen Brink          | 214    |
| 17   | Andreas Schlütter     | 211    |
| 18   | Håvard Bjerkeli       | 210    |
| 19   | Andrus Veerpalu       | 201    |
| 20   | Mathias Fredriksson   | 198    |
| 21   | Ivan Bátory           | 197    |
| 22   | Espen Bjervig         | 196    |
| 23   | Fabio Maj             | 179    |
| 24   | Vincent Vittoz        | 174    |
| 25   | Odd-Bjørn Hjelmeset   | 171    |
| 26   | Giorgio Di Centa      | 170    |
| 27   | Freddy Schwienbacher  | 167    |
| 28   | Christian Hoffmann    | 163    |
| 29   | Ole Einar Bjørndalen  | 160    |
| 30   | Thobias Fredriksson   | 150    |
| 31   | Keijo Kurttila        | 149    |
| 32   | Silvio Fauner         | 140    |
| 33   | Björn Lind            | 139    |
| 34   | Tore Bjonviken        | 135    |
| 35   | Trond Einar Elden     | 135    |
| 36   | René Sommerfeldt      | 131    |
| 37   | Witali Denissow       | 128    |
| 38   | Tore Ruud Hofstad     | 128    |
| 39   | Morten Brørs          | 126    |
| 40   | Markus Hasler         | 125    |
| 41   | Martin Koukal         | 124    |
| 42   | Mattias Danielsson    | 122    |
| 43   | Anders Södergren      | 120    |
| 44   | Axel Teichmann        | 120    |
| 45   | Peter Larsson         | 118    |
| 46   | Sami Repo             | 107    |
| 47   | Michail Iwanow        | 106    |
| 48   | Fulvio Valbusa        | 106    |

| Rang | Name                  | Punkte |
| ---- | --------------------- | ------ |
| 49   | Nikolai Bolchakov     | 102    |
| 50   | Wassili Rotschew      | 100    |
| 51   | Marc Mayer            | 93     |
| 52   | Håvard Skorstad       | 92     |
| 53   | Michail Botwinow      | 84     |
| 54   | Jan Jacob Verdenius   | 84     |
| 55   | Stephan Kunz          | 81     |
| 56   | Wladimir Wilissow     | 74     |
| 57   | Ari Palolahti         | 73     |
| 58   | Mikael Östberg        | 66     |
| 59   | Thoralf Heimdal       | 63     |
| 60   | Jens Filbrich         | 61     |
| 61   | Anders Högberg        | 60     |
| 62   | Sami Pietilä          | 60     |
| 63   | Patrik Mächler        | 59     |
| 64   | Remi Andersen         | 58     |
| 65   | Gerhard Urain         | 57     |
| 66   | Carl Swenson          | 55     |
| 67   | Lauri Pyykönen        | 54     |
| 68   | Timo Toppari          | 49     |
| 69   | Justin Wadsworth      | 49     |
| 70   | Janusz Krężelok       | 46     |
| 71   | Hiroyuki Imai         | 45     |
| 72   | Biagio di Santo       | 43     |
| 73   | Peter Schlickenrieder | 42     |
| 74   | Reinhard Neuner       | 40     |
| 75   | Dmitri Tischkin       | 39     |
| 76   | Martin Bajčičák       | 38     |
| 77   | Håvard Solbakken      | 38     |
| 78   | Sergei Nowikow        | 36     |
| 79   | Reto Burgermeister    | 35     |
| 80   | Petri Ylönen          | 35     |
| 81   | Espen Harald Bjerke   | 32     |
| 82   | Morgan Göransson      | 32     |
| 83   | Fredrik Östberg       | 32     |
| 84   | Renato Pasini         | 32     |
| 85   | Mikalaj Semenjako     | 32     |
| 86   | Jürgen Pinter         | 31     |
| 87   | John Kristian Dahl    | 29     |
| 88   | Klaus Mariotti Dordi  | 29     |
| 89   | Dirk Klessen          | 28     |
| 90   | Urban Lindgren        | 28     |
| 91   | Marko Kinnunen        | 26     |
| 92   | Victor Revin          | 25     |
| 93   | Cristian Saracco      | 25     |
| 94   | Juan Jesús Gutiérrez  | 24     |
| 95   | Niklas Jonsson        | 24     |
| 96   | Teemu Kattilakoski    | 24     |

| Rang | Name                         | Punkte |
| ---- | ---------------------------- | ------ |
| 97   | Matej Soklič                 | 24     |
| 98   | Roman Lejbjuk                | 22     |
| 99   | Gianantonio Zanetel          | 22     |
| 100  | Achim Walcher                | 21     |
| 101  | Raul Olle                    | 19     |
| 102  | Christoph Eigenmann          | 18     |
| 103  | Emmanuel Jonnier             | 18     |
| 104  | Marco Cattaneo               | 16     |
| 105  | Andrei Nutrichin             | 16     |
| 106  | Katsuhito Ebisawa            | 15     |
| 107  | Loris Frasnelli              | 15     |
| 108  | Masaaki Kōzu                 | 14     |
| 109  | Bruno Debertolis             | 13     |
| 110  | Torin Koos                   | 13     |
| 111  | Pavo Raudsepp                | 13     |
| 112  | Kuisma Taipale               | 13     |
| 113  | Peter von Allmen             | 13     |
| 114  | Zsolt Antal                  | 12     |
| 115  | Fabio Santus                 | 11     |
| 116  | Valerio Theodule             | 11     |
| 117  | Jan Egil Andresen            | 10     |
| 118  | Karri Hietamäki              | 10     |
| 119  | Florian Kostner              | 10     |
| 120  | Olli Ohtonen                 | 9      |
| 121  | Jørgen Aukland               | 8      |
| 122  | Christoph Sumann             | 8      |
| 123  | Jean Marc Gaillard           | 7      |
| 124  | Patrick Rölli                | 7      |
| 125  | Andrew Johnson               | 6      |
| 126  | Pawel Rjabinin               | 6      |
| 127  | Rune Torseth                 | 6      |
| 128  | Daichi Azegami               | 5      |
| 128  | Lars Carlsson                | 5      |
| 128  | Magnus Ingesson              | 5      |
| 128  | Jerry Ahrlin                 | 5      |
| 128  | Tomio Kanamaru               | 5      |
| 133  | Mitsuo Horigome              | 4      |
| 133  | Alexei Prokurorow            | 4      |
| 135  | Johannes Bredl               | 3      |
| 135  | Pierluigi Costantin          | 3      |
| 135  | Sergei Krjanin               | 3      |
| 138  | Raman Wiralajnen             | 2      |
| 139  | Tor Halvor Bjørnstad         | 1      |
| 139  | Espen Emanuelsen             | 1      |
| 139  | Stéphane Passeron            | 1      |
| 139  | Christophe Perrillat-Collomb | 1      |

| \| Rang \| Name \| Punkte \| \| ---- \| -------------------- \| ------ \| \| 1 \| Trond Iversen \| 328 \| \| 2 \| Jens Arne Svartedal \| 300 \| \| 3 \| Cristian Zorzi \| 264 \| \| 4 \| Thobias Fredriksson \| 254 \| \| 5 \| Håvard Bjerkeli \| 249 \| \| 6 \| Tor Arne Hetland \| 247 \| \| 7 \| Björn Lind \| 205 \| \| 8 \| Jörgen Brink \| 155 \| \| 9 \| Keijo Kurttila \| 154 \| \| 10 \| Freddy Schwienbacher \| 149 \| |                      |        |
| Rang | Name                 | Punkte |
| 1 | Trond Iversen        | 328    |
| 2 | Jens Arne Svartedal  | 300    |
| 3 | Cristian Zorzi       | 264    |
| 4 | Thobias Fredriksson  | 254    |
| 5 | Håvard Bjerkeli      | 249    |
| 6 | Tor Arne Hetland     | 247    |
| 7 | Björn Lind           | 205    |
| 8 | Jörgen Brink         | 155    |
| 9 | Keijo Kurttila       | 154    |
| 10 | Freddy Schwienbacher | 149    |

## Frauen

### Podestplätze Frauen
| Datum                                                                    | Austragungsort         | Disziplin                   | Sieger                                                                         | Zweiter                                                                           | Dritter                                                                      | Blaues Trikot       |
| ------------------------------------------------------------------------ | ---------------------- | --------------------------- | ------------------------------------------------------------------------------ | --------------------------------------------------------------------------------- | ---------------------------------------------------------------------------- | ------------------- |
| 24.11.2001                                                               | Kuopio                 | 10 km klassisch             | Bente Skari                                                                    | Olga Danilowa                                                                     | Lina Andersson                                                               | Bente Skari         |
| 25.11.2001                                                               | Kuopio                 | 5 km Freistil               | Kateřina Neumannová                                                            | Julija Tschepalowa                                                                | Kristina Šmigun                                                              | Olga Danilowa       |
| 27.11.2001                                                               | Kuopio                 | 4 × 5 km Staffel            | Russland IOlga Danilowa Natalia Baranova Nina Gavriljuk Julija Tschepalowa     | Russland IIAlena Sidko Ljubov Jegorowa Jelena Buruchina Olga Savialova            | SchwedenLina Andersson Elin Ek Anna Dahlberg Jenny Olsson                    | Olga Danilowa       |
| 08.12.2001                                                               | Cogne                  | 5 km klassisch              | Bente Skari                                                                    | Olga Danilowa                                                                     | Vibeke Skofterud                                                             | Olga Danilowa       |
| 09.12.2001                                                               | Cogne                  | Sprint Freistil             | Kateřina Neumannová                                                            | Vibeke Skofterud                                                                  | Hilde Gjermundshaug Pedersen                                                 | Kateřina Neumannová |
| 12.12.2001                                                               | Brusson                | 10 km Freistil              | Julija Tschepalowa                                                             | Stefania Belmondo                                                                 | Kristina Šmigun                                                              | Kateřina Neumannová |
| 15.12.2001                                                               | Davos                  | 10 km klassisch             | Bente Skari                                                                    | Kristina Šmigun                                                                   | Stefania Belmondo                                                            | Kateřina Neumannová |
| 16.12.2001                                                               | Davos                  | 4 × 5 km Staffel            | NorwegenTina Bay Bente Skari Hilde Gjermundshaug Pedersen Vibeke Skofterud     | Russland IIIAlena Sidko Olga Rotschewa Jelena Buruchina Jekaterina Stschastliwaja | ItalienCristina Paluselli Gabriella Paruzzi Arianna Follis Stefania Belmondo | Kateřina Neumannová |
| 19.12.2001                                                               | Asiago                 | Sprint klassisch            | Bente Skari                                                                    | Petra Majdič                                                                      | Beckie Scott                                                                 | Bente Skari         |
| 22.12.2001                                                               | Ramsau                 | 15 km Freistil              | Kristina Šmigun                                                                | Stefania Belmondo                                                                 | Jelena Buruchina                                                             | Bente Skari         |
| 27.12.2001                                                               | Garmisch-Partenkirchen | Sprint Freistil             | Evi Sachenbacher                                                               | Sabina Valbusa                                                                    | Maj Helen Sorkmo                                                             | Bente Skari         |
| 29.12.2001                                                               | Salzburg               | Sprint klassisch            | Anita Moen                                                                     | Kateřina Neumannová                                                               | Maj Helen Sorkmo                                                             | Kateřina Neumannová |
| 05.01.2002                                                               | Val di Fiemme          | 10 km Skiathlon             | Olga Danilowa                                                                  | Bente Skari                                                                       | Kateřina Neumannová                                                          | Bente Skari         |
| 06.01.2002                                                               | Val di Fiemme          | Sprint Freistil             | Kateřina Neumannová                                                            | Hilde Gjermundshaug Pedersen                                                      | Sabina Valbusa                                                               | Kateřina Neumannová |
| 08.01.2002                                                               | Val di Fiemme          | 15 km klassisch Massenstart | Bente Skari                                                                    | Olga Danilowa                                                                     | Swetlana Nageikina                                                           | Bente Skari         |
| 12.01.2002                                                               | Nové Město             | 5 km Freistil               | Julija Tschepalowa                                                             | Kateřina Neumannová                                                               | Stefania Belmondo                                                            | Kateřina Neumannová |
| 13.01.2002                                                               | Nové Město             | Teamsprint Freistil         | Russland IEvgenia Medvedeva Julija Tschepalowa                                 | Italien I Gabriella Paruzzi Sabina Valbusa                                        | Finnland IRiikka Sirviö Riitta-Liisa Roponen                                 | Kateřina Neumannová |
| 8. bis 24. Februar 2002 – Olympische Winterspiele 2002 in Salt Lake City |                        |                             |                                                                                |                                                                                   |                                                                              | Kateřina Neumannová |
| 02.03.2002                                                               | Lahti                  | 10 km Freistil              | Kristina Šmigun                                                                | Stefania Belmondo                                                                 | Nina Gavriljuk                                                               | Kateřina Neumannová |
| 03.03.2002                                                               | Lahti                  | Teamsprint Freistil         | Italien IGabriella Paruzzi Sabina Valbusa                                      | Russland I Olga Savialova Nina Gavriljuk                                          | Frankreich / Italien Karine Philippot Stefania Belmondo                      | Kateřina Neumannová |
| 05.03.2002                                                               | Stockholm              | Sprint klassisch            | Bente Skari                                                                    | Petra Majdič                                                                      | Anita Moen                                                                   | Bente Skari         |
| 09.03.2002                                                               | Falun                  | 10 km Skiathlon             | Stefania Belmondo                                                              | Nina Gavriljuk                                                                    | Gabriella Paruzzi                                                            | Bente Skari         |
| 10.03.2002                                                               | Falun                  | 4 × 5 km Staffel            | Italien ISabina Valbusa Gabriella Paruzzi Cristina Paluselli Stefania Belmondo | NorwegenAnita Moen Marit Bjørgen Hilde Gjermundshaug Pedersen Vibeke Skofterud    | DeutschlandManuela Henkel Viola Bauer Claudia Künzel Evi Sachenbacher        | Bente Skari         |
| 13.03.2002                                                               | Oslo                   | Sprint klassisch            | Bente Skari                                                                    | Lina Andersson                                                                    | Manuela Henkel                                                               | Bente Skari         |
| 16.03.2002                                                               | Oslo                   | 30 km Freistil              | Stefania Belmondo                                                              | Kristina Šmigun                                                                   | Gabriella Paruzzi                                                            | Bente Skari         |
| 23.03.2002                                                               | Lillehammer            | 58 km klassisch Massenstart | Anita Moen                                                                     | Vibeke Skofterud                                                                  | Manuela Henkel                                                               | Bente Skari         |

### Verlauf Sprintweltcup
| Datum                                          | Ort                    | Disziplin        | Rennsieger          | Blaues Trikot       |
| ---------------------------------------------- | ---------------------- | ---------------- | ------------------- | ------------------- |
| 09.12.2001                                     | Cogne                  | Sprint Freistil  | Kateřina Neumannová | Kateřina Neumannová |
| 19.12.2001                                     | Asiago                 | Sprint klassisch | Bente Skari         | Bente Skari         |
| 27.12.2001                                     | Garmisch-Partenkirchen | Sprint Freistil  | Evi Sachenbacher    | Evi Sachenbacher    |
| 29.12.2001                                     | Salzburg               | Sprint klassisch | Anita Moen          | Evi Sachenbacher    |
| 06.01.2002                                     | Val di Fiemme          | Sprint Freistil  | Kateřina Neumannová | Kateřina Neumannová |
| Olympische Winterspiele 2002 in Salt Lake City |                        |                  |                     | Kateřina Neumannová |
| 05.03.2002                                     | Stockholm              | Sprint klassisch | Bente Skari         | Kateřina Neumannová |
| 13.03.2002                                     | Oslo                   | Sprint klassisch | Bente Skari         | Bente Skari         |

### Weltcupstände Frauen
| Rang | Name                         | Punkte |
| ---- | ---------------------------- | ------ |
| 1    | Bente Skari                  | 877    |
| 2    | Kateřina Neumannová          | 763    |
| 3    | Stefania Belmondo            | 760    |
| 4    | Kristina Šmigun              | 649    |
| 5    | Julija Tschepalowa           | 612    |
| 6    | Hilde Gjermundshaug Pedersen | 552    |
| 7    | Olga Danilowa                | 488    |
| 8    | Gabriella Paruzzi            | 467    |
| 9    | Anita Moen                   | 440    |
| 10   | Sabina Valbusa               | 381    |
| 11   | Vibeke Skofterud             | 370    |
| 12   | Olga Sawjalowa               | 345    |
| 13   | Nina Gawriljuk               | 330    |
| 14   | Petra Majdič                 | 311    |
| 15   | Lina Andersson               | 290    |
| 16   | Evi Sachenbacher             | 289    |
| 17   | Ljubow Jegorowa              | 263    |
| 18   | Manuela Henkel               | 258    |
| 19   | Walentyna Schewtschenko      | 254    |
| 20   | Natalja Baranowa-Massalkina  | 235    |
| 21   | Viola Bauer                  | 218    |
| 22   | Beckie Scott                 | 216    |
| 23   | Swetlana Nageikina           | 214    |
| 24   | Maj Helen Sorkmo             | 199    |
| 25   | Kaisa Varis                  | 194    |
| 26   | Kati Sundqvist               | 191    |
| 27   | Tina Bay                     | 183    |
| 28   | Jelena Buruchina             | 178    |
| 29   | Karine Laurent Philippot     | 165    |
| 30   | Satu Salonen                 | 162    |
| 31   | Irina Taranenko Terelia      | 150    |
| 32   | Marit Bjørgen                | 131    |
| 33   | Elina Pienimäki              | 124    |
| 34   | Anna Dahlberg                | 122    |
| 35   | Riitta-Liisa Roponen         | 120    |

| Rang | Name                         | Punkte |
| ---- | ---------------------------- | ------ |
| 36   | Riikka Sirviö                | 119    |
| 37   | Jewgenija Medwedewa-Arbusowa | 108    |
| 38   | Kirsi Välimaa                | 104    |
| 39   | Elin Nilsen                  | 96     |
| 40   | Annmari Viljanmaa            | 85     |
| 41   | Claudia Künzel               | 76     |
| 41   | Nataša Lačen                 | 76     |
| 41   | Karin Moroder                | 76     |
| 44   | Madoka Natsumi               | 72     |
| 45   | Anke Reschwamm-Schulze       | 68     |
| 45   | Aljona Sidko                 | 68     |
| 47   | Sara Renner                  | 66     |
| 48   | Eva Kjerstadmo               | 56     |
| 48   | Jekaterina Bojarinowa        | 56     |
| 50   | Ine Wigernæs                 | 52     |
| 51   | Marit Roaldseth              | 51     |
| 52   | Magda Genuin                 | 50     |
| 53   | Andreja Mali                 | 47     |
| 54   | Larissa Lasutina             | 44     |
| 54   | Laurence Rochat              | 44     |
| 56   | Antonella Confortola Wyatt   | 43     |
| 57   | Isabel Klaus                 | 43     |
| 58   | Cristina Paluselli           | 41     |
| 59   | Andrea Huber                 | 40     |
| 60   | Wiktoryia Lapazina           | 38     |
| 60   | Milaine Theriault            | 38     |
| 62   | Aino-Kaisa Saarinen          | 36     |
| 63   | Olga Rotschewa               | 34     |
| 64   | Wera Sjatikowa               | 30     |
| 65   | Kine Beate Bjørnås           | 29     |
| 65   | Ingrid Narum                 | 29     |
| 67   | Gabriella Fredriksson        | 28     |
| 68   | Kanoko Goto                  | 24     |
| 69   | Anja Veum                    | 22     |
| 70   | Natalya Zjatikova            | 19     |

| Rang | Name                            | Punkte |
| ---- | ------------------------------- | ------ |
| 71   | Mona-Liisa Nousiainen           | 18     |
| 72   | Nina Kemppel                    | 17     |
| 73   | Jenny Olsson                    | 16     |
| 74   | Swetlana Schischkina            | 15     |
| 75   | Stefanie Böhler                 | 14     |
| 75   | Natascia Leonardi Cortesi       | 14     |
| 75   | Wendy Kay Wagner                | 14     |
| 78   | Brigitte Albrecht-Loretan       | 13     |
| 78   | Oxana Jazkaja                   | 13     |
| 80   | Teja Gregorin                   | 12     |
| 80   | Marianna Longa                  | 12     |
| 80   | Kamila Rajdlová                 | 12     |
| 80   | Aurelie Storti                  | 12     |
| 84   | Sumiko Yokoyama                 | 11     |
| 85   | Arianna Follis                  | 10     |
| 86   | Elin Ek                         | 7      |
| 87   | Katrin Šmigun                   | 6      |
| 88   | Jaroslava Bukvajová             | 5      |
| 88   | Barbara Feichtner               | 5      |
| 88   | Amanda Fortier                  | 5      |
| 88   | Cristina Kelder                 | 5      |
| 88   | Emelie Öhrstig                  | 5      |
| 93   | Helena Balatková                | 4      |
| 93   | Elena Gorohova                  | 4      |
| 93   | Annick Vaxelaire-Pierrel        | 4      |
| 96   | Jaime Fortier                   | 3      |
| 96   | Marlene Kendler                 | 3      |
| 96   | Mirva Rintala                   | 3      |
| 96   | Irina Skladnewa                 | 3      |
| 96   | Natallja Swirydowa-Kalinowskaja | 3      |
| 101  | Ines Hizar                      | 2      |
| 101  | Harmony Lunardi                 | 2      |
| 103  | Tina Hizar                      | 1      |
| 103  | Justyna Kowalczyk               | 1      |
| 103  | Olena Rodina                    | 1      |

| \| Rang \| Name \| Punkte \| \| ---- \| ---------------------------- \| ------ \| \| 1 \| Bente Skari \| 319 \| \| 2 \| Anita Moen \| 307 \| \| 3 \| Kateřina Neumannová \| 293 \| \| 4 \| Evi Sachenbacher \| 237 \| \| 5 \| Hilde Gjermundshaug Pedersen \| 223 \| \| 6 \| Manuela Henkel \| 209 \| \| 7 \| Maj Helen Sorkmo \| 203 \| \| 8 \| Sabina Valbusa \| 201 \| \| 9 \| Petra Majdič \| 200 \| \| 10 \| Beckie Scott \| 158 \| |                              |        |
| Rang | Name                         | Punkte |
| 1 | Bente Skari                  | 319    |
| 2 | Anita Moen                   | 307    |
| 3 | Kateřina Neumannová          | 293    |
| 4 | Evi Sachenbacher             | 237    |
| 5 | Hilde Gjermundshaug Pedersen | 223    |
| 6 | Manuela Henkel               | 209    |
| 7 | Maj Helen Sorkmo             | 203    |
| 8 | Sabina Valbusa               | 201    |
| 9 | Petra Majdič                 | 200    |
| 10 | Beckie Scott                 | 158    |